# Acanthocleithron chapini
Acanthocleithron chapini is een straalvinnige vissensoort uit de familie van de baardmeervallen (Mochokidae). De wetenschappelijke naam van de soort is voor het eerst geldig gepubliceerd in 1917 door John Treadwell Nichols en Ludlow Griscom.